# Agapito Colonna

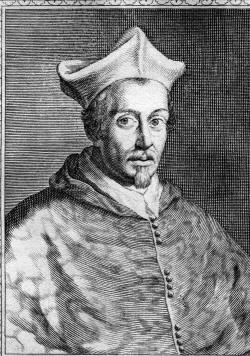
Kardinal Agapito Colonna (Abb.aus Araldica Vaticana)

Agapito Colonna (* in Rom; † 3. Oktober 1380 ebenda) war ein Bischof und Kardinal der Römischen Kirche aus der Adelsfamilie Colonna.

## Kirchliche Laufbahn

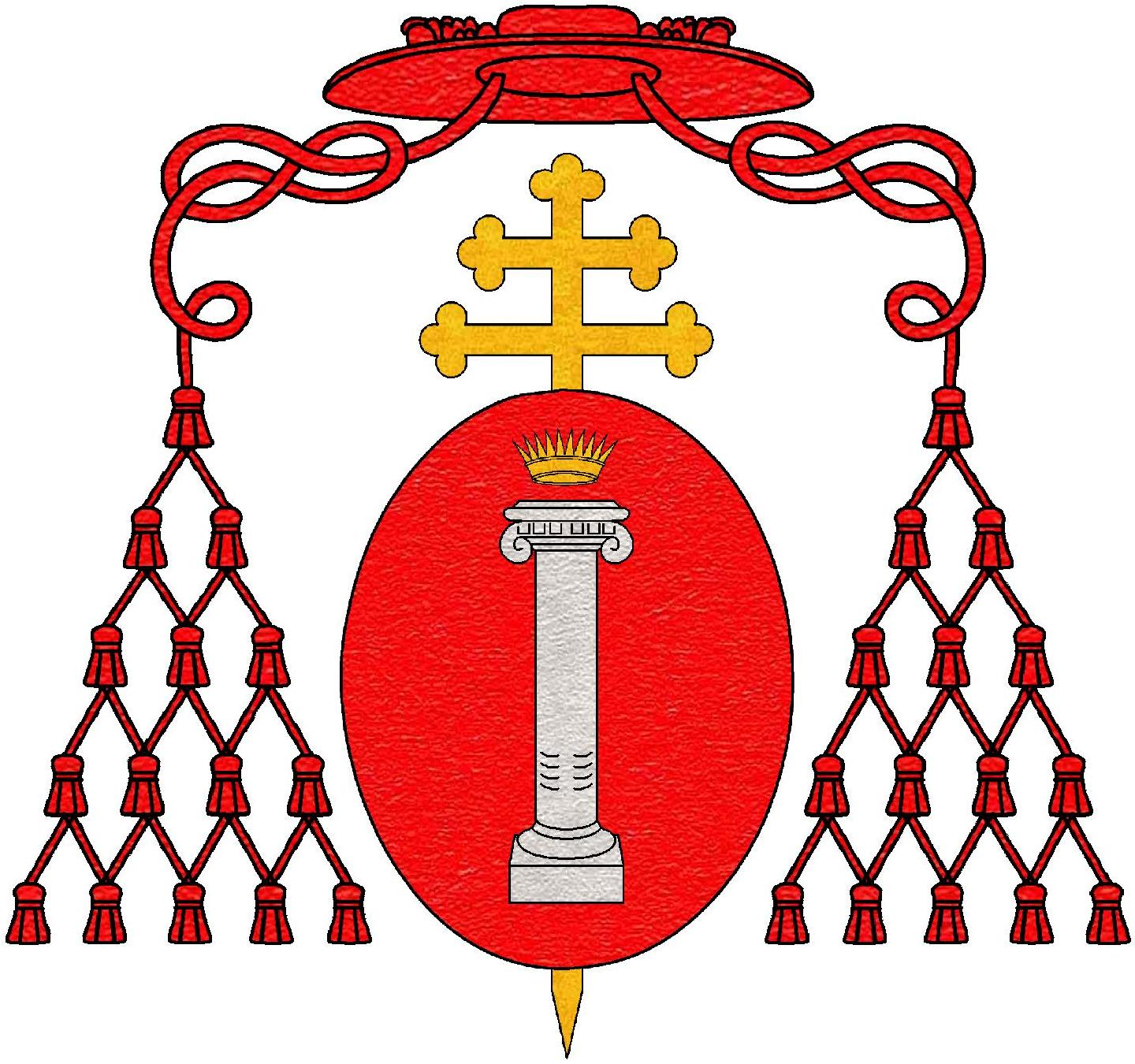
Kardinalswappen (schematische Darstellung)

Geboren als Sohn von Pietro Colonna genannt Sciaretto, war Agapito Colonna in seiner Jugend als Soldat tätig und wechselte dann in die kirchliche Laufbahn. Er erhielt die Subdiakonatsweihe, erwarb ein Lizentiat für Kirchenrecht, wurde päpstlicher Kaplan und Archidiakon in Bologna. Am 21. Juli 1363 zum Bischof von Ascoli Piceno gewählt, wechselte er am 22. Oktober 1369 auf den Bischofsstuhl von Brescia. Als Apostolischer Legat in Deutschland und dann in Portugal und Kastilien tätig, wurde er am 11. August 1371 Bischof von Lissabon. Nachdem er Papst Gregor XI. von Avignon nach Rom begleitet hatte, gehörte er zu den Anhängern Papst Urban VI., der ihn am 18. September 1378 zum Kardinalpriester von Santa Prisca kreierte. Im selben Konsistorium wurde auch sein Bruder Stefano († 1378 oder 1379) zum Kardinaldiakon erhoben.
Beide fanden später ihr Grab in der Familiengruft in der Bethlehem-Krypta unter dem Hauptaltar der Basilika Santa Maria Maggiore in Rom.
Der uneheliche Sohn mit seiner Mätresse Caterina Conti war Papst Martin V.